# Soave (Wein)

Lage der Gemeinde Soave in der Provinz Verona

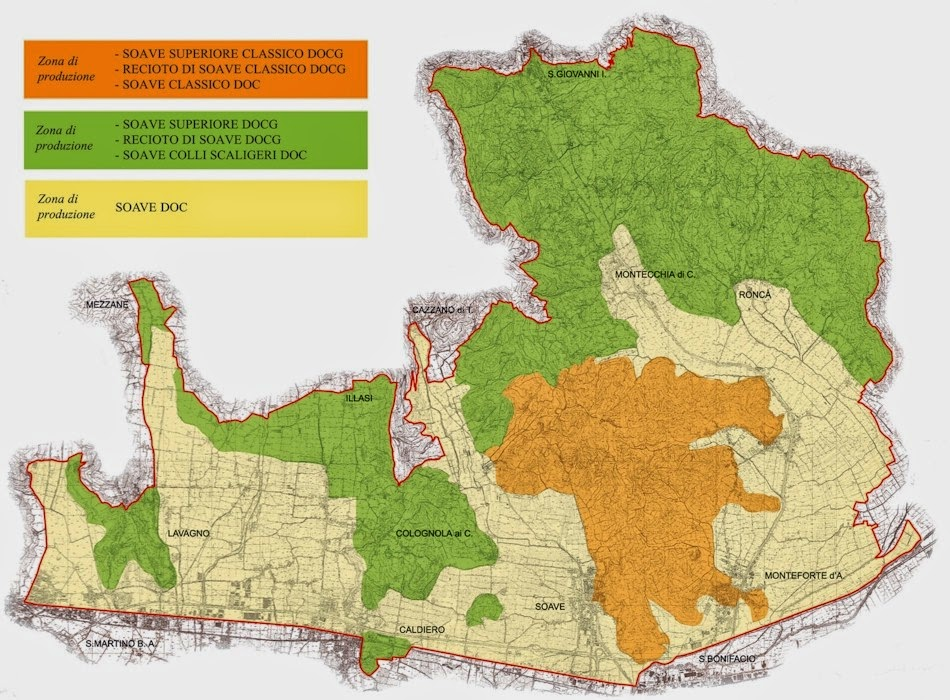
Anbauzonen für die verschiedenen Weine im Soavegebiet

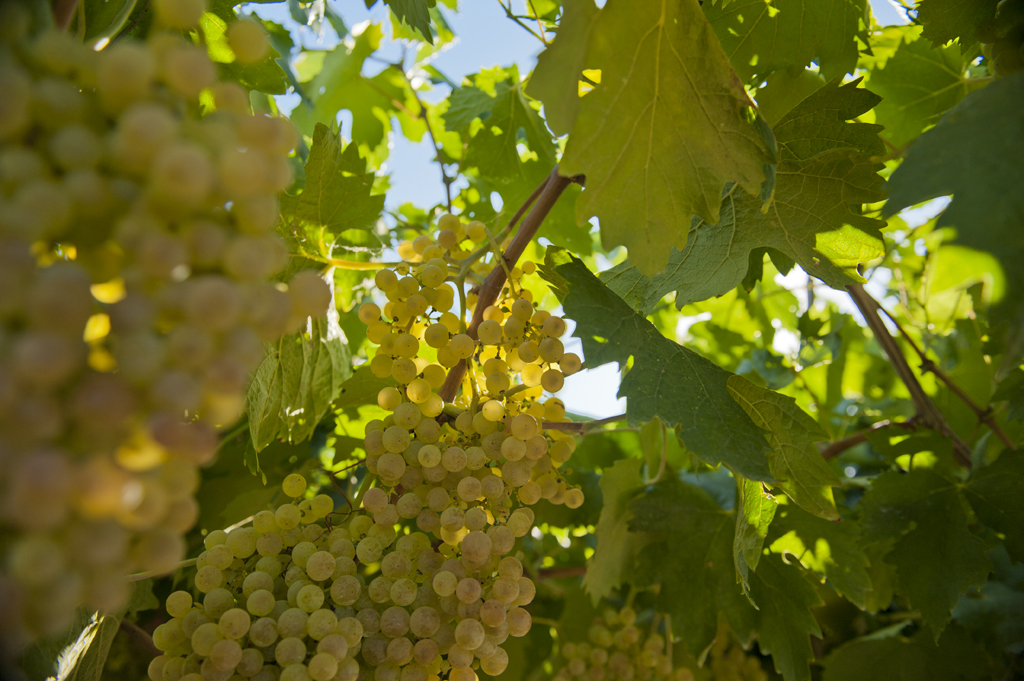
Die Hauptrebsorte des Soave-Weins: Garganega

Soave ist ein bekanntes italienisches Weinbaugebiet in der Provinz Verona, Region Venetien. Der trockene Weißwein ist nach dem gleichnamigen italienischen Ort Soave östlich von Verona, Venetien, benannt. Die hier erzeugten Weine haben den Status einer „kontrollierten staatlichen Herkunftsbezeichnung“ (Denominazione di origine controllata – DOC) oder sind seit 2001 mit der Zusatzbezeichnung „Superiore“ höher eingestuft als „kontrollierte und garantierte Herkunftsbezeichnung“ (Denominazione di Origine Controllata e Garantita – DOCG).
Die traditionellen Weinberge der Region wurden 2018 in die Liste der Globally Important Agricultural Heritage Systems der FAO aufgenommen.

## Anbaugebiet
Soave DOC- und DOCG-Weine dürfen nur auf den Gemeindegebieten (ganz oder teilweise) von Soave, Monteforte d’Alpone, San Martino Buon Albergo, Mezzane di Sotto, Roncà, Montecchia di Crosara, San Giovanni Ilarione, San Bonifacio, Cazzano di Tramigna, Colognola ai Colli, Caldiero, Illasi und Lavagno erzeugt werden. Es existieren außerdem zwei Unterzonen, in denen „Soave Classico“ und „Soave Colli Scaligeri“ erzeugt wird. Die Bezeichnung Classico bezeichnet im italienischen Weinglossar Weine, die aus dem Kern der Gegend rund um Soave und Monteforte d’Alpone kommen.

## Erzeugung
2014 wurden von 5.301 Hektar Rebfläche 516.834 Hektoliter Soave-Wein erzeugt, einschließlich der DOCG-Weine „Soave Superiore“ und „Recioto di Soave“. Außerdem wird ein Schaumwein (Soave Spumante) erzeugt.
Soave-Wein darf aus folgenden Rebsorten hergestellt werden:
- 70–100 % Garganega
- 0–30 % Trebbiano di Soave und/oder Chardonnay
- in dem Bereich von 0–30 % dürfen auch andere weiße Rebsorten, die für den Anbau in der Provinz Verona zugelassen sind, verwendet werden, bis zu einer Höchstgrenze von 5 %.

Für „Recioto di Soave“-Wein ist die Rebsorte Chardonnay nicht genannt.
Weine mit der Bezeichnung „Soave“ sollten erst nach dem 1. Dezember des Erntejahres auf den Markt gebracht werden. Weine mit der Bezeichnung „Soave Classico“ und „Soave Colli Scaligeri“ sollten erst nach dem 1. Februar des Folgejahres zum Verkauf kommen. Weine mit der Bezeichnung „Soave Superiore“ oder „Soave Superiore Classico“ sollten nicht vor dem 1. April des Folgejahres vermarktet werden. Weine mit der Bezeichnung „Soave Superiore Riserva“ sollten nicht vor dem 1. November des Folgejahres verkauft werden.

## Beschreibung
Laut Denomination (Auszug):

### Soave (einschließlich Soave classico und Soave Colli Scaligeri)
- Farbe: strohgelb, mit einer Tendenz zu grünlich
- Geruch: charakteristisch, mit einem intensiven und zarten Duft
- Geschmack: trocken, mittelkräftig und harmonisch, leicht bitter
- Alkoholgehalt: mindestens 10,5 % Vol. (bei Soave), 11,0 % (bei Soave classico oder Soave Colli Scaligeri)
- Säuregehalt: min 4,5 g/l
- Trockenextrakt: min. 15,0 g/l  (bei Soave), 16,0 g/l (bei Soave classico oder Soave Colli Scaligeri)

### Soave Spumante
- Perlage: fein und anhaltend
- Farbe: strohgelb, bisweilen mit grünlichen Reflexen
- Geruch: charakteristisch, mit einem intensiven und zarten Duft
- Geschmack: mittelkräftig und harmonisch, leicht bitter in den Ausbaustufen „extra brut“ oder „brut“ oder „extra dry“ oder „dry“
- Alkoholgehalt: mindestens 11 % Vol.
- Säuregehalt: min 5,0 g/l
- Trockenextrakt: min. 15,0 g/l

Die oben genannten Weine können manchmal in Übereinstimmung mit der traditionellen Praxis im Holzfass gelagert werden.

### Soave Superiore
Laut Denomination (Auszug):
- Farbe: strohgelb, bisweilen mit intensiven grünen und goldenen Reflexen
- Geruch: kräftig mit floralen Noten
- Geschmack: voll und leicht bitter, bei Reifung im Holz kann der Geschmack intensiver werden, mit Vanille-Noten
- Alkoholgehalt: mindestens 12 % Vol.
- Säuregehalt: min 4,5 g/l
- Trockenextrakt: min. 19,0 g/l
- Restzucker: maximal 6 g/l

### Soave Superiore Riserva
- Farbe: strohgelb, bisweilen mit intensiven grünen und goldenen Reflexen
- Geruch: kräftig und gehaltvoll, mit Vanille-Noten
- Geschmack: rund, intensiv, umhüllt mit einer Bitternote im Abgang, bei Reifung im Holzfass Vanille-Noten
- Alkoholgehalt: mindestens 12,5 % Vol.
- Säuregehalt: min 4,5 g/l
- Trockenextrakt: min. 19,0 g/l
- Restzucker: maximal 6 g/l

## Geschichte
Es gibt unterschiedliche Meinungen der Historiker, die während der Jahrhunderte versuchten, den Ursprung der Bezeichnung „Soave“ zu erkunden. Am wahrscheinlichsten ist die Vermutung, nach der die Gegend von Soave ihren Namen von den „Schwaben“ (Sueben) erhalten hat, dem deutschen Volk, das unter Alboin nach Italien gelangte.